# Bureau dans une petite ville
Bureau dans une petite ville – ou Office in a Small City en anglais – est un tableau d'Edward Hopper réalisé en 1953 au cap Cod puis à New York. Cette huile sur toile représente un homme assis à un bureau regardant une ville par une grande fenêtre située en face de lui perpendiculairement à celle par laquelle le spectateur l'aperçoit de trois-quarts dos. La peinture est conservée au Metropolitan Museum of Art, à New York, depuis le legs du George A. Hearn Fund.

## Description
Commencé en été à Truro et terminé dans son atelier de New York en octobre 1953, l'œuvre représente « un jeune homme blond en chemise blanche et  gilet sombre installé devant un bureau » ; ce « bureau et siège de bureau [de couleur] gris-vert graisseux ». Cette pièce surplombe la ville depuis un  building. Vu à travers une « baie » qui fait apparaître également une autre « baie » (toutes les deux pourtant apparemment sans vitre) donnant sur la ville et en particulier sur un autre immeuble massif de béton à gauche et une construction plus aboutie et plus mystérieuse en contrebas. 
Le tableau est décrit par la femme de Hopper, Jo, comme  « the man in concrete wall »  (« un homme dans le mur de béton ») pris au piège dans un bloc de maçonnerie, malgré une lumière crue qui marque les ombres obliques sur les murs latéraux du bureau. L’œuvre est un mélange d'intérieurs et d'extérieurs. L'usage de la lumière dans ce tableau rappelle Rooms by the Sea même si, ici, elle n'est pas l'élément principal de l’œuvre.

## Thème
La solitude et l'aliénation dans la ville, sujet récurrent chez Hopper, est marquée par le surplomb depuis ces buildings neufs surplombant des bâtiments plus anciens et moins hauts, peut-être qu'ils sont occupés par d'autres « hommes d'affaires » à l'américaine, plongés dans le même isolement.